# مشروع 2025
مشروع 2025 المعروف أيضًا باسم مشروع انتقال الرئاسة 2025، هو مبادرة سياسية نشرتها مؤسسة التراث البحثية المحافظة الأمريكية في عام 2023. ويهدف المشروع إلى تعزيز السياسات المحافظة واليمينية لإعادة تشكيل الحكومة الفيدرالية للولايات المتحدة وتعزيز السلطة التنفيذية بعد تنصيب دونالد ترامب رئيسًا في عام 2025. وقد نفى ترامب مرارًا وتكرارًا أنه ينوي سنّ سياسات مشروع 2025.
مشروع 2025 هو الإصدار التاسع من سلسلة تفويض القيادة المنشورة منذ عام 1981. ويؤكد المشروع على تفسير مثير للجدل لنظرية السلطة التنفيذية الموحدة، والتي بموجبها تكون السلطة التنفيذية بأكملها تحت السيطرة الكاملة لرئيس الولايات المتحدة. ويقترح إعادة تصنيف عشرات الآلاف من العاملين في الخدمة المدنية الفيدرالية كمعينين سياسيين ليحل محلهم أشخاص موالون للرئيس. ويزعم أنصار المشروع أنه سيفكك ما يعتبرونه بيروقراطية حكومية ضخمة وغير مسؤولة وليبرالية في الغالب. ويسعى المشروع أيضًا إلى غرس القيم المسيحية المحافظة في الحكومة والمجتمع. ووصف المنتقدون مشروع 2025 بأنه خطة قومية مسيحية سلطوية لتوجيه الولايات المتحدة نحو الأوتوقراطية. قال خبراء قانونيون إنه سيقوض سيادة القانون، وفصل السلطات، وفصل الكنيسة عن الدولة، والحريات المدنية.
يصور مشروع 2025 تغييرات جذرية في السياسات الاقتصادية والاجتماعية والحكومة الفيدرالية ووكالاتها. ويقترح المشروع السيطرة الحزبية على وزارة العدل ومكتب التحقيقات الفيدرالي ووزارة التجارة ولجنة الاتصالات الفيدرالية ولجنة التجارة الفيدرالية وتفكيك وزارة الأمن الداخلي وإلغاء وزارة التعليم، ثم نقل برامجها أو إنهاؤها. ويدعو إلى جعل المعاهد الوطنية للصحة أقل استقلالية، ومنعها من تمويل الأبحاث بالخلايا الجذعية الجنينية، والحد من اللوائح البيئية وتغير المناخ لصالح الوقود الأحفوري. كما يسعى المخطط إلى فرض تخفيضات ضريبية، لكن كاتبيه يختلفون حول الحمائية. ويسعى المشروع إلى خفض الرعاية الطبية وبرنامج ميديكيد، ويحث الحكومة على رفض الإجهاض صراحةً باعتباره رعاية صحية. ويسعى المشروع إلى إلغاء تغطية وسائل منع الحمل الطارئة واستخدام قانون كومستوك لمقاضاة أولئك الذين يرسلون ويستقبلون وسائل منع الحمل وحبوب الإجهاض. ويقترح تجريم المواد الإباحية وسجن الذين ينتجونها، وإزالة الحماية القانونية ضد التمييز على أساس التوجه الجنسي والهوية الجنسية، وإنهاء برامج التنوع والعدالة والاندماج مع جعل وزارة العدل تلاحق «العنصرية المناهضة للبيض» بدلًا من ذلك. ويوصي المشروع باعتقال واحتجاز وترحيل المهاجرين غير الشرعيين الذين يعيشون في الولايات المتحدة بشكل جماعي. ويقترح نشر الجيش لإنفاذ القانون المحلي. ويروج لعقوبة الإعدام و«النهاية» السريعة لتلك الأحكام. ويأمل في التراجع عن «[كل] شيء تقريبًا» نفذته إدارة بايدن.
على الرغم من أن مشروع 2025 لا يمكنه قانونًا الترويج لمرشح رئاسي دون تعريض وضعه كمنظمة 501(c)(3) المعفية من الضرائب للخطر، فإن العديد من المساهمين مرتبطون بترامب وحملته الرئاسية الناجحة لعام 2024. وتوظف مؤسسة التراث العديد من الأشخاص المقربين من ترامب، بما في ذلك أعضاء إدارته 2017-2021، وتنسق المبادرة مع المجموعات المحافظة التي يديرها حلفاء ترامب. وكان لبعض مسؤولي حملة ترامب اتصال منتظم بمشروع 2025، وأخبروا صحيفة بوليتيكو في عام 2023 أن المشروع يتماشى جيدًا مع برنامج أجندة 47 الخاصة بهم، على الرغم من أنهم قالوا منذ ذلك الحين إنه لا يتحدث باسم ترامب أو حملته. وأدت مقترحات المشروع المثيرة للجدل إلى ابتعاد ترامب وحملته عنه في عام 2024؛ وقد قال ترامب إنه «لا يعرف شيئًا عن ذلك» وأن «بعض الأشياء [التي يقولها مشروع 2025] سخيفة ومزرية تمامًا». ورد رئيس المشروع كيفن روبرتس على ذلك أنه لا يوجد أحد في مشروع 2025 لديه «مشاعر سيئة» تجاه ترامب لأنهم يعرفون «أنه يتخذ قرارًا سياسيًا تكتيكيًا هناك». كما رفض المنتقدون ادعاءات ترامب، مشيرين إلى الأشخاص المختلفين المقربين من ترامب الذين ساعدوا في صياغة المشروع، والعديد من المساهمين المتوقع تعيينهم في أدوار قيادية في إدارة ترامب المستقبلية، وتأييده لخطط مؤسسة التراث لإدارته في عام 2022، وذكر ترامب نفسه 300 مرة ضمن الخطة.

## الخطط
يتصور مشروع 2025 تغييرات شاملة في جميع أنحاء الحكومة الأمريكية، وخاصة في السياسة الاقتصادية والاجتماعية وأدوار الحكومة الفيدرالية والوكالات الفيدرالية . سيتم قطع تمويل وزارة العدل الأمريكية (DOJ)، وسيتم حل جهاز الأمن المركزي الأمريكي مكتب التحقيقات الفيدرالي (FBI) و" الأمن الداخلي " أو وزارة الأمن الداخلي للولايات المتحدة ( الأمن الداخلي ). وسيتم إلغاء الإدارات الوزارية للتعليم والتجارة .
وتهدف الخطة، من بين أمور أخرى، إلى تعيين أشخاص تم اختيارهم على وجه التحديد وفقًا لاعتبارات سياسية بعد الانتخابات في العاصمة الأمريكية واشنطن العاصمة ، من أجل استبدال حوالي 50 ألفًا من حوالي 2.9 مليون موظف حكومي اتحادي في الخدمة العامة هناك، والذين هم تم وصفهم بأنهم أعضاء في الدولة العميقة ( " دولة داخل الدولة " ) لأنهم لم يثبتوا امتثالهم خلال فترة ولاية ترامب الأولى. في حين أن الرائج عند انتقال السلطة من حزب إلى آخر هو أن يتم استبدال حوالي 4000 مسؤول سياسي “فقط”.
نقلاً عن مصدر مجهول ، ذكرت صحيفة واشنطن بوست في نوفمبر 2023 أن مشروع 2025 عند التنصيب تضمن الاستدعاء الفوري لقانون التمرد لعام 1807 لاستخدام الجيش الأمريكي لإنفاذ القانون المحلي وتوجيه وزارة العدل الأمريكية لمحاكمة معارضي ترامب لملاحقتهم.
قال قائد المشروع بول دانس ‏ ، وهو مسؤول سابق في إدارة ترامب، في سبتمبر 2023، إن المشروع "يستعد بشكل منهجي للوصول إلى منصبه ويجلب معه جيشًا جديدًا من المحافظين المتوافقين أيديولوجيًا والمدربين والمسلحين بشكل أساسي والمستعدين هي محاربة الدولة العميقة."
وعلق كيفن روبرتس، رئيس مؤسسة التراث، على حكم المحكمة العليا ضد ترامب الصادر مطلع يوليو/تموز 2024. الولايات المتحدة ؛ وهذا يعطي "الحرية في صنع السياسة دون الاضطرار إلى الحكم ثلاث مرات على كل قرار يتخذونه بصفتهم الرسمية". وقال أيضًا: «إننا على وشك تجربة الثورة الأمريكية الثانية، والتي ستبقى غير دموية إذا سمح اليسار.»

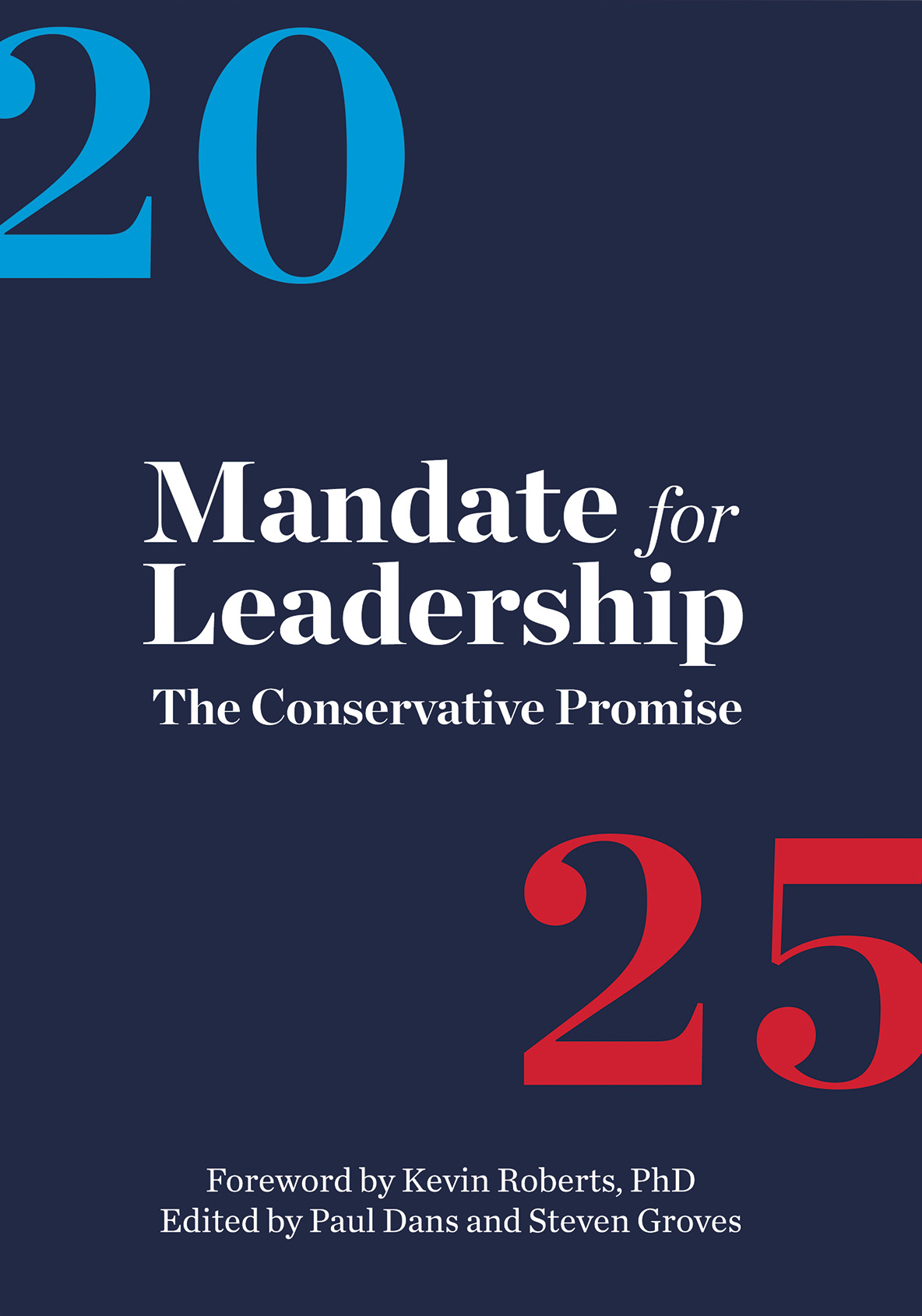
غلاف كتاب مشروع 2025

تم وضع خطط المشروع بشكل أساسي في كتاب يحتوي على توصيات سياسية بعنوان Mandate for Leadership: The Conservative Promise وقاعدة بيانات الموظفين، وهي مفتوحة للتسجيل الذاتي. بالإضافة إلى ذلك، تُعرض دورة عبر الإنترنت تسمى أكاديمية الإدارة الرئاسية ودليل لتطوير خطط التحول، على سبيل المثال لا الحصر.
وبحسب راسل فوت، فإن المرحلة الثانية من المشروع تتمثل في صياغة أوامر تنفيذية وتعليمات ملموسة لتنفيذ الأهداف المحددة، والتي يمكن التوقيع عليها في اليوم الأول في حال فوز ترامب بالرئاسة.
تبلغ قيمة تمويل مشروع 2025 حوالي 22 مليون دولار.

## محتوى
القسم الأول من مشروع 2025 يحمل عنوان " تولي مقاليد الحكم ". الجزء الأول من مكتب البيت الأبيض كتبه ريك ديربورن، النائب السابق لرئيس موظفي دونالد ترامب في البيت الأبيض.

## استقبال
والأجندة متهمة بانتهاك المبادئ الديمقراطية ويمكن أن تؤدي إلى الدكتاتورية. وتضمنت ردود الفعل على المشروع، من بين أمور أخرى، تصنيفه على أنه سلطويوعلى انه محاولة ترامب للحكم مثل الديكتاتور ، والتي أعلنها هو نفسه في مقابلة مع قناة فوكس نيوز في ديسمبر 2023. وينتقد العديد من الخبراء القانونيين أن المشروع يقوض مبدأ الفصل بين السلطات ومفهوم سيادة القانون في الولايات المتحدة الأمريكية. بالإضافة إلى ذلك، انتقد بعض المحافظين والجمهوريين الخطة، على سبيل المثال فيما يتعلق بإنكار تغير المناخ .
وفي إشارة إلى الاستبدال المخطط لـ50 ألفًا من أصل 2.9 مليون موظف فيدرالي، قال دونالد موينيهان، أستاذ العلوم السياسية في جامعة جورج تاون: "لقد تعلم ترامب ورجاله: للسيطرة على الحكومة، عليك السيطرة على البيروقراطية". ووفقا لموينيهان، كثيرا ما اشتكى ترامب من الدولة العميقة خلال فترة ولايته الأولى في منصبه، لكنه لم يدرك قط كيفية السيطرة حقا على البيروقراطية الفيدرالية بموظفيها البالغ عددهم 2.9 مليون موظف. ولا ينبغي أن يتكرر هذا الخطأ.